# UFO 1
UFO 1 es el álbum debut de la banda británica de hard rock y heavy metal UFO, publicado en 1970 en Europa por Beacon Records y en 1971 por Rare Earth Records para los Estados Unidos. A pesar de poseer en su gran mayoría ritmos del hard rock, también tiene sonidos del rock espacial e influencias del rhythm and blues.
Además, el disco incluye las versiones; «(Come Away) Melinda» de Harry Belafonte, «Who Do You Love?» de Bo Diddley y «C'mon Everybody» Eddie Cochran, que llegó al primer puesto en las listas del Japón.

## Lista de canciones
| N.º | Título                                           | Escritor(es)                  | Duración |  |
| 1.  | «Unidentified Flying Object» (instrumental)      | Way, Mogg, Parker, Bolton     | 2:19     |  |
| 2.  | «Boogie»                                         | Way, Mogg, Parker, Bolton     | 4:16     |  |
| 3.  | «C'mon Everybody» (cover de Eddie Cochran)       | Eddie Cochran, Jerry Capehart | 3:12     |  |
| 4.  | «Shake It About»                                 | Way, Mogg, Parker, Bolton     | 3:47     |  |
| 5.  | «(Come Away) Melinda» (cover de Harry Belafonte) | Fred Hellerman, Fran Minkoff  | 5:04     |  |
| 6.  | «Timothy»                                        | Way, Mogg, Parker, Bolton     | 3:28     |  |
| 7.  | «Follow You Home»                                | Way                           | 2:13     |  |
| 8.  | «Treacle People»                                 | Bolton                        | 3:23     |  |
| 9.  | «Who Do You Love?» (cover de Bo Diddley)         | Ellas McDaniel                | 7:49     |  |
| 10. | «Evil»                                           | Way                           | 3:27     |  |

- Nota: el tema «Boogie» fue posteriormente nombrado «Boogie for George» al ser lanzado como sencillo en 1971.

## Músicos
- Phil Mogg: voz
- Mick Bolton: guitarra eléctrica
- Pete Way: bajo
- Andy Parker: batería